# Julio César de León
Julio César de León (Puerto Cortés, 13 september 1979) is een Hondurese voetballer. Hij speelt als centrale middenvelder bij Shandong Luneng en het Hondurees nationaal elftal. León heeft als bijnaam Rambo.
De León speelde in eigen land van 1996 tot 2000 bij Deportivo Platense. Na een seizoen bij het Mexicaanse Atlético Celaya (2000/01) en een seizoen bij Club Deportivo Olimpia (2001), vertrok hij naar Italië. De León werd in 2001 gecontracteerd door Reggina. Deze club heeft hem inmiddels uitgeleend aan achtereenvolgens Celano FC Olimpia (2001/02), AC Fiorentina (2003/04), FC Catanzaro (2004/05), SS Sambenedettese Calcio (2005), US Avellino (2005/06) en Teramo Calcio (2006). In het seizoen 2006/2007 behoort de Hondurees wel tot de selectie van Reggina. In 2007 trok hij naar Genoa CFC. Een jaar later volgde een transfer naar FC Parma. Na een uitleenbeurt aan FC Torino (2009/2010) vertrok hij naar het Chinese Shandong Luneng.